# Mariano Akerman
Mariano Akerman (* 1963 in Buenos Aires) ist ein argentinischer Maler, Architekt und Kunsthistoriker.

## Leben und Werk

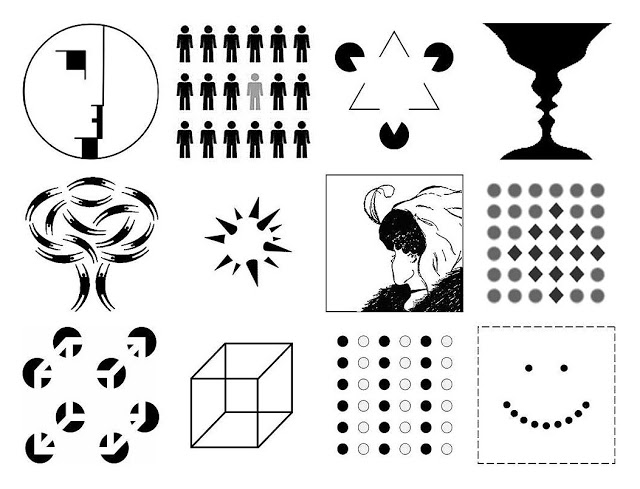
Gestalt, Gestalttheorie Bild, 2011.

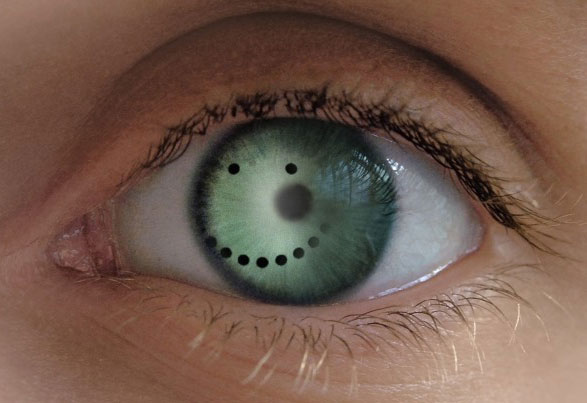
Gestaltung, Fotomontage.

Akerman studierte an der Universidad de Belgrano in Buenos Aires. Für seine Abschlussarbeit zum Thema „Der Raum und die Grenzen der modernen Architektur“ (1987) wurde Akerman ausgezeichnet.
Mariano Akerman ist selbst praktizierender Maler und stellt seine Bilder, Zeichnungen und Collagen seit 1979 aus. Er wurde mit mindestens 12 internationalen Kunstpreisen ausgezeichnet.
Seit 1991 lebt er im Ausland und erforschte die Gemälde von Francis Bacon und die Architekturprojekte von Louis I. Kahn.
Bei seinen Aufenthalten in Asien entwickelte Akerman die Konferenzreihen:
- Der belgische Beitrag zur bildenden Kunst (2005)[5]
- Carl von Linné (2007)[6]
- Die Entdeckung der belgischen Kunst (2008–9)[7]
- Daseinsberechtigung: Kunst, Freiheit und Moderne (2010)[8]
- Deutsche Kunst (2010)[9]
- Form und Bedeutung (2011)[10]
- Das Programm Gestalt (2011)[11]
- Kunst und Identität (2013)[12]
- Kulturgut und Identität (2014)[13]
- Das Programm Vesalius (2015)[14]
- Tradition und Innovation: Begegnung mit bildender Kunst (2017–18)[15]

Akerman hat sich auf Visuelle Kommunikation spezialisiert und ist ein erfahrener Pädagoge. Er hielt Vorlesungen über moderne Kunst bei renommierten Institutionen wie dem Nationalmuseum der Schönen Künste in Buenos Aires, dem Nationalen Museum der Philippinen in Manila, der University of Modern Languages in Islamabad, dem National College of Arts in Lahore, und der Quaid-i-Azam University in Islamabad.

## Ausstellungen
- 1986: Galerie RG en el Arte, Buenos Aires[22]
- 1988: Universität Belgrano, Buenos Aires[23]
- 1989: Boston Bank Kulturstiftung, Buenos Aires[24]
- 1990: Kulturzentrum General San Martín, Buenos Aires[25]
- 2005: Nationales Museum der Philippinen, Manila[26]
- 2005: Galerie Total, Alliance française, Manila[27]
- 2010: Residenz Belgien, Islamabad[28]
- 2016: Alcazar–Copacabana, Rio de Janeiro[29]